# Tropine
La tropine ou α-tropan-3-ol est l'un des deux isomères du tropanol, le dérivé alcoolique du tropane. Il s'agit de l'isomère endo (le groupe hydroxyle sur le carbone 3 du cycle est en position endo), l'isomère exo étant la pseudotropine.
La tropine peut être obtenue par saponification ou rétro-estérification de l'atropine ou de l'hyoscyamine.
La benzatropine et l'étybenzatropine sont des dérivés éthérés de la tropine.